# Вју Парк-Виндсор Хилс (Калифорнија)
Вју Парк-Виндсор Хилс (енгл. View Park-Windsor Hills) насељено је место без административног статуса у америчкој савезној држави Калифорнија.

## Демографија
По попису из 2010. године број становника је 11.075, што је 117 (1,1%) становника више него 2000. године.
| Група             | 2000.         | 2010.         |
| Белци             | 530 (4,8%)    | 463 (4,2%)    |
| Афроамериканци    | 9.641 (88,0%) | 9.392 (84,8%) |
| Азијати           | 122 (1,1%)    | 147 (1,3%)    |
| Хиспаноамериканци | 297 (2,7%)    | 720 (6,5%)    |
| Укупно            | 10.958        | 11.075        |